# Ćetojevići
Ćetojevići su naseljeno mjesto u sastavu Grada Laktaši, Republika Srpska, BiH.

## Stanovništvo
| Ćetojevići         |              |
| godina popisa      | 1991.        |
| Srbi               | 232 (96,27%) |
| Hrvati             | 0            |
| Muslimani          | 0            |
| Jugoslaveni        | 0            |
| ostali i nepoznato | 9 (3,73%)    |
| ukupno             | 241          |